# Tetralogia Fallot
Tetralogia Fallot (TF) este o malformație cardiacă congenitală caracterizată prin patru aspecte caracteristice. În prezentarea clasică, acestea sunt: 

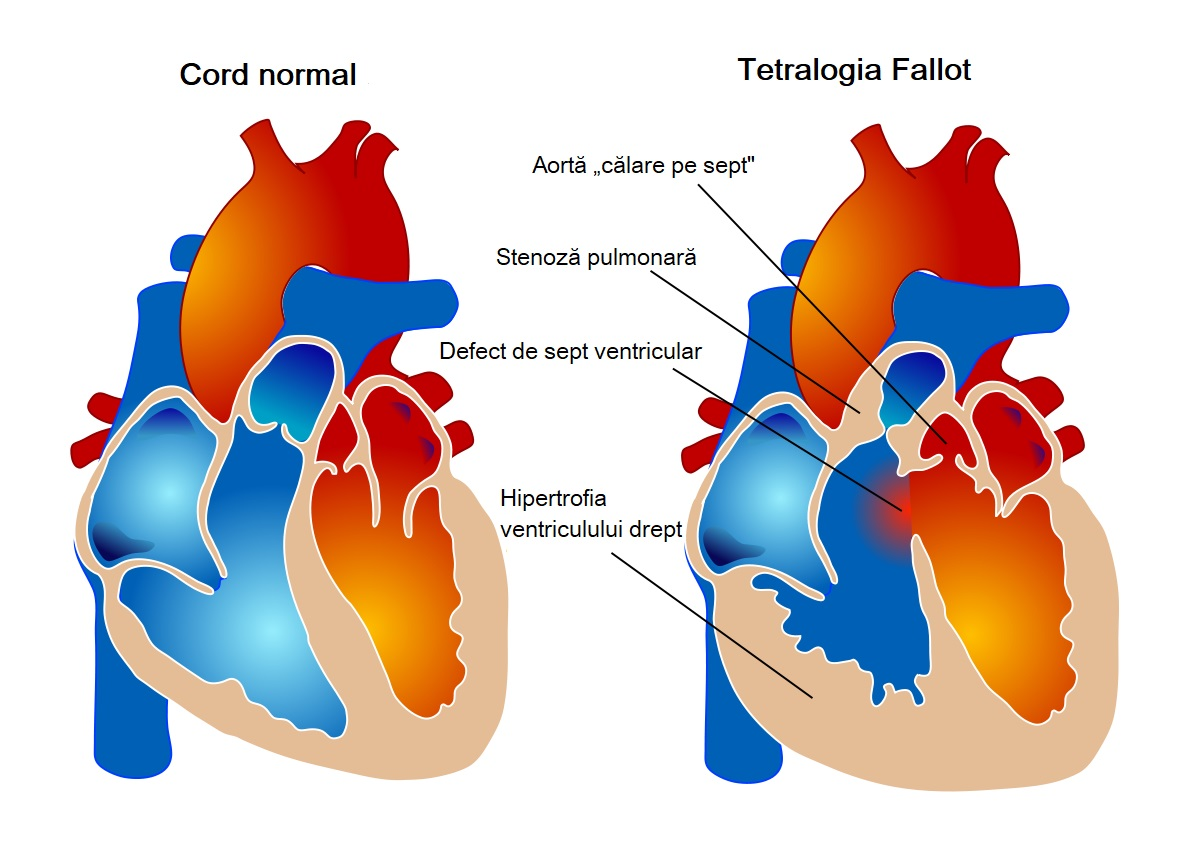
Comparație între cordul normal și tetralogia Fallot. Tetralogia Fallot se prezintă în mod clasic cu stenoză pulmonară, defect de sept interventricular, hipertrofia ventriculului drept și aorta suprapusă septului interventricular („călare pe sept”)

- stenoza pulmonară, care reprezintă o îngustare a tractului de ieșire din ventriculul drept;
- defectul septal ventricular (DSV), care este o comunicare între cei doi ventriculi, care permite circulația sângelui între aceștia;
- hipertrofia ventriculară dreaptă, care reprezintă îngroșarea peretelui ventricular drept;
- o aortă suprapusă pe septul interventricular („călare pe sept”), aorta este plasată deasupra septului interventricular și preia sânge de la ambii ventriculi.

Este cel mai frecvent defect cardiac congenital complex, reprezentând aproximativ 10% din cazuri și are o prevalență estimată între 0,02 și 0,04%.

## Semne și simptome
Tetralogia Fallot duce la o oxigenare scăzută a sângelui. Acest lucru se datorează amestecului de sânge oxigenat și neoxigenat în ventriculul stâng prin intermediul DSV și curgerii preferențiale a sângelui amestecat din ambii ventriculi prin aortă din cauza obstrucției tractului de ieșire a ventriculului drept. Acest fenomen este cunoscut sub numele de șunt dreapta-stânga. Ca urmare, extremitățile și zona periferică vor căpăta o colorație albăstruie. Această decolorare se numește cianoză. În funcție de gradul de obstrucție, simptomele variază de la absența cianozei sau cianoză ușoară până la cianoză profundă la naștere. Alte simptome includ un murmur cardiac care poate varia de la aproape imperceptibil la foarte puternic, dificultăți cu alimentația, incapacitatea de a lua în greutate, creștere și dezvoltare fizică întârziată, respirație dificilă (dispnee) la efort, spasme ale degetelor de la mâini și de la picioare și policitemie. Bebelușul se poate învineți  la alăptare sau când plânge.
Bebelușii și copiii cu tetralogie de Fallot nereparată pot avea atacuri cianotice.  Acestea sunt crize acute de hipoxie, caracterizate prin dificultăți de respirație, cianoză, agitație și pierderea cunoștinței. Acestea pot fi stârnite de orice eveniment - cum ar fi anxietatea, durerea, deshidratarea sau febra.

## Diagnostic
Diagnosticul se bazează pe simptomele clinice și pe ecocardiografie.

## Tratament

### Reparare chirurgicală totală
Repararea chirurgicală totală a TF este o operație curativă în care se pot utiliza diferite tehnici pentru repararea TF. Cu toate acestea, în majoritatea cazurilor se folosește o abordare transatrială, prin artera pulmonară. Reparația constă în două etape principale: închiderea DSV cu un plasture și reconstrucția tractului de ieșire al ventriculului drept.
Această operație pe cord deschis este gândită pentru a atenua stenoza tractului de ieșire al ventriculului drept prin rezecția atentă a mușchiului și pentru a repara DSV. Tractul de ieșire al ventriculului drept poate fi reconstruit folosind în principal 2 proceduri: un plasture transanular (transannular patch=TAP) sau o procedură de conservare a valvei pulmonare (pulmonary valve-sparing procedure=PVS). Decizia privind tipul procedurii depinde de anatomia individuală (în special de dimensiunea valvei pulmonare). PVS a arătat o supraviețuire generală mai bună, o supraviețuire fără evenimente și o rată inferioară de regurgitare pulmonară la 10, 20 și 30 de ani după operație.  Procedura PVS poate fi efectuată cu sau fără ventriculotomie. Un studiu a constatat o supraviețuire generală și fără evenimente și o rată de regurgitare pulmonară similare între pacienții care au fost supuși procedurii PVS cu ventriculotomie și cei suspuși procedurii PVS și ventriculotomie.
Momentul propice intervenției chirurgicale la pacienții asimptomatici este, de obicei, între două luni și un an. Cu toate acestea, la pacienții simptomatici care prezintă o scădere a nivelului de oxigen din sânge, atacuri cianotice severe sau dependență de prostaglandine în perioada neonatală timpurie (pentru a menține canalul arterial deschis), operația trebuie planificată destul de urgent.

### Terapia chirurgicală etapizată
Pacienții cu TF pot prezenta o greutate mică la naștere și naștere prematură. Acești pacienți pot beneficia de o terapie în două etape. Aceasta presupune plasarea inițială a unui șunt între circulația sistemică și artera pulmonară, urmată de reparare chirurgicală totală.

### Complicații
După repararea tetralogiei Fallot pot apărea aritmii cardiace.
Insuficiența pulmonară este cea mai frecventă cauză de reintervenție. Pot apărea intoleranță la efort, semne și simptome de insuficiență cardiacă, sincopă și tahicardie ventriculară prelungită.

## Prognostic
Rata mortalității depinde de gravitatea TF. Dacă este lăsată netratată, TF are o rată de mortalitate de 35% în primul an de viață și o rată de mortalitate de 50% în primii trei ani de viață. Pacienții cu TF netratată rareori progresează până la vârsta adultă.
Rezultatul pe termen lung după repararea chirurgicală totală este de obicei excelent pentru majoritatea pacienților. Cu toate acestea, efectele reziduale post-chirurgicale, cum ar fi regurgitarea pulmonară, stenoza arterei pulmonare, DSV rezidual, disfuncția ventriculară dreaptă, obstrucția tractului de ieșire al ventriculului drept pot necesita reoperare.
Femeile gravide cu TF reparat au rezultate similare în comparație cu populația obstetricală generală.